# Lan Marie Nguyen Berg

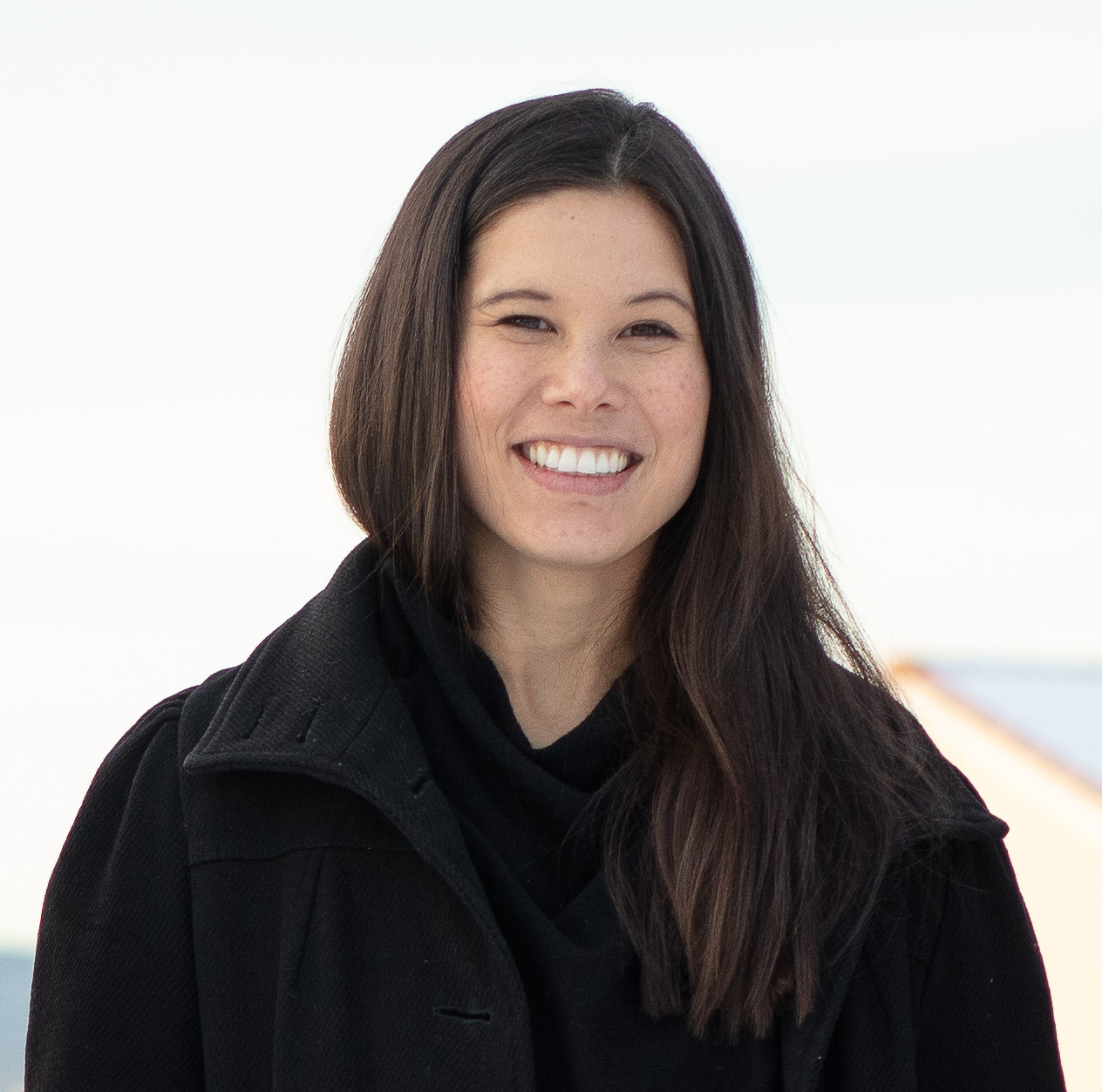
Lan Marie Nguyen Berg, 2019

Lan Marie Nguyen Berg (* 4. März 1987), häufig auch Lan Marie Berg, ist eine norwegische Politikerin der Miljøpartiet De Grønne (MDG). Von 2015 bis 2021 war sie Byråd für Umwelt und Verkehr in Oslo. Seit 2021 ist sie Abgeordnete im Storting. Im November 2022 wurde sie stellvertretende MDG-Vorsitzende.

## Leben
Berg wuchs in Oppegård, etwas außerhalb von Oslo, auf. Sie ist die Tochter einer Norwegerin und eines vietnamesischen Vaters, der 1968 nach Norwegen kam, um als Kriegsflüchtling medizinische Behandlung zu erhalten. Im Juli 2018 heiratete sie den Partei-Kollegen Eivind Trædal. Berg studierte Entwicklungsstudien und hat einen Masterabschluss von der Universität Oslo. Ihre Masterarbeit schrieb sie über die Nutzung von Solarenergie in einem kenianischen Dorf. Nach ihrem Studium arbeitete sie als Forschungsassistentin im Cicero-Zentrum für Klimaforschung. Im Jahr 2011 hielt sie sich für ein halbes Jahr in Tuvalu auf, wo sie mit Hilfe eines Stipendiums einen Blog über die Auswirkungen des Klimawandels schrieb.

### 2015–2019: Erste Amtszeit als Byråd
Im Jahr 2014 trat Berg in die grüne Partei Miljøpartiet De Grønne ein. Im selben Jahr erklärte sie sich bereit, einen der ersten zehn Plätze der Wahlliste ihrer Partei für die Kommunalwahlen 2015 in Oslo zu übernehmen. Obwohl sie noch relativ unbekannt war, erhielt sie den ersten Listenplatz. Nach der Wahl, bei der die MDG 8,1 Prozent der Stimmen erhielt, trat die Partei dem Byråd, also der Osloer Stadtregierung, bei. Berg wurde dabei Byråd für die Bereiche Umwelt und Verkehr. Sie setzte sich dabei unter anderem als Ziel, das Stadtzentrum in eine autofreie Zone umzuwandeln.
Im Zentrum des medialen Interesses stand sie allerdings zunächst vor allem wegen des Müllproblems, das in der Stadt entstand, nachdem das bereits vor ihrer Amtszeit beauftragte Müllabfuhrunternehmen Veireno seiner Aufgabe nicht mehr nachkam. Im Januar 2017 führte ihre Maßnahme, vorübergehend Fahrten mit Dieselautos in Oslo zu verbieten, zu internationalem Aufsehen. Berg begründete ihr Vorgehen damit, dass man Kindern, Älteren und Menschen mit Atemwegsbeschwerden nicht zumuten könne, zu Hause bleiben zu müssen, weil die Luft zu gefährlich zum Atmen sei.

### 2019–2021: Zweite Amtszeit
Bei der Kommunalwahl im September 2019 war sie erneut Spitzenkandidatin und sie zog erneut in den Osloer Stadtrat ein. Berg erhielt dabei die meisten Personenstimmen aller in Oslo angetretenen Politiker. Im Anschluss an die Wahl wurde im Oktober 2019 bekannt, dass sie ihren Posten als Byråd für Umwelt und Verkehr weiter behalten werde. Sie wurde zudem stellvertretende Vorsitzende des Byråds. Im Herbst 2019 berichteten Medien über Fälle von Missachtung des Arbeitsrechts in den Berg unterstellten Behörden. Im Oktober 2019 wurde diese Zahl auf über 15.000 beziffert. Berg wurde deshalb vom Kontrollausschuss des Osloer Stadtrats untersucht. Ende Januar 2020 legte der Kontrollausschuss den Bericht über die Untersuchungen vor. Dort wurde Berg und der Arbeiderpartiet-Politikerin Tone Tellevik Dahl vorgeworfen, sich nicht ausreichend über die Einhaltung des Arbeitsrechts in ihren Behörden informiert zu haben. Laut dem Bericht hätte es Dokumente zu den Rechtsbrüchen gegeben, von denen Berg allerdings nach eigenen Aussagen nichts wusste, was kritisiert wurde, da es zum Aufgabenbereich eines Byråds gehöre, interne Kontrollen durchzuführen. Untersuchungen des norwegischen Rundfunks Norsk rikskringkasting (NRK) kamen im Dezember 2019 zu dem Schluss, dass Berg bereits im Februar 2019 von mindestens 730 Rechtsbrüchen gewusst habe. Die Arbeitsaufsichtsbehörde Arbeidstilsynet gab im März 2020 bekannt, dass es den Fall nicht weiter untersuchen werde.
Am 23. Februar 2020 wurde sie vom dafür zuständigen Parteigremium als stellvertretende Parteivorsitzende der Partei vorgeschlagen. Ein Parteitag Ende April 2020 hätte sie in dieser Position bestätigen sollen, sie zog ihre Kandidatur jedoch kurz vor dem Parteitag zurück. Im November 2020 wurde Berg für die Parlamentswahl 2021 auf den ersten Listenplatz ihrer Partei im Wahlkreis Oslo gewählt.

### Seit 2021: Misstrauensvotum und Stortingsabgeordnete
Ab Mai 2021 sah sich Berg erneut zunehmender Kritik ausgesetzt. Grund war die Budgetüberschreitung von etwa fünf Milliarden Kronen bei der Planung einer Reservelösung für die Osloer Wasserversorgung, die der Byråd erst im Mai 2021 bekannt gab. Im selben Monat gab die Osloer Polizei bekannt, gegen sie gerichtete Hasskommentare in den sozialen Medien zu untersuchen. Wegen der Budgetüberschreitung legte die Stadtratsfraktion der Fremskrittspartiet im Juni 2021 einen Misstrauensantrag vor. Es war bereits der dritte Misstrauensantrag gegen Berg in ihrer Amtszeit, da dieser nun unter anderem auch Unterstützung von der Partei Rødt erfuhr, erlangte er am 16. Juni 2021 eine Mehrheit. In der Folge trat der gesamte Byråd unter Raymond Johansen ab. Berg lehnte es daraufhin ab, erneut Teil des Byråds zu werden.
Bei der Parlamentswahl 2021 zog Berg erstmals in das norwegische Nationalparlament Storting ein. Sie vertritt dort den Wahlkreis Oslo und wurde nach der Wahl stellvertretende Vorsitzende des Energie- und Umweltausschusses sowie stellvertretende Fraktionsvorsitzende der MDG. Im Januar 2022 ging sie in den Finanzausschuss über, wo sie einfaches Mitglied wurde. Nach dem Rücktritt ihrer Parteikollegin Une Bastholm von der Position als MGP-Fraktionsvorsitzender übernahm Berg im August 2022 diese Position. Im November 2022 wurde sie auf einem Parteitag zur stellvertretenden Parteivorsitzenden gewählt. Sie folgte Arild Hermstad, der zum Parteivorsitzenden gewählt wurde.
Im Mai 2024 gab Berg bekannt, dass sie bei der Stortingswahl 2025 nicht erneut kandidieren und auch nicht erneut stellvertretende Parteivorsitzende werden wolle.